# Damernas 200 meter medley vid världsmästerskapen i kortbanesimning 2024
Damernas 200 meter medley vid världsmästerskapen i kortbanesimning 2024 avgjordes den 10 december 2024 i Donau Arena i Budapest i Ungern.
Guldet togs av amerikanska Kate Douglass efter ett lopp på 2 minuter och 1,63 sekunder, vilket blev ett nytt världsrekord. Silvret togs av amerikanska Alex Walsh och bronset togs av brittiska Abbie Wood.

## Rekord
Inför tävlingens start fanns följande världs- och mästerskapsrekord:
|                   | Namn           | Nation | Tid     | Ort         | Datum           |
| ----------------- | -------------- | ------ | ------- | ----------- | --------------- |
| Världsrekord      | Katinka Hosszú | Ungern | 2.01,86 | Doha, Qatar | 6 december 2014 |
| Mästerskapsrekord | Katinka Hosszú | Ungern | 2.01,86 | Doha, Qatar | 6 december 2014 |

Följande nya rekord noterades under mästerskapet:
| Datum       | Omgång | Namn          | Nationalitet | Tid     | Rekord |
| ----------- | ------ | ------------- | ------------ | ------- | ------ |
| 10 december | Final  | Kate Douglass | USA          | 2.01,63 | 0VR0   |

## Resultat

### Försöksheat
Försöksheaten startade klockan 10:44.
| Placering | Heat | Bana | Namn                     | Nationalitet       | Tid     | Noteringar |
| --------- | ---- | ---- | ------------------------ | ------------------ | ------- | ---------- |
| 1         | 2    | 4    | Abbie Wood               | Storbritannien     | 2.05,16 | 0Q0        |
| 2         | 3    | 4    | Mary-Sophie Harvey       | Kanada             | 2.05,99 | 0Q0        |
| 3         | 4    | 4    | Kate Douglass            | USA                | 2.06,08 | 0Q0        |
| 4         | 4    | 3    | Rebecca Meder            | Sydafrika          | 2.06,15 | 0Q0, 0AR0  |
| 5         | 4    | 2    | Emma Carrasco            | Spanien            | 2.06,42 | 0Q0        |
| 6         | 4    | 6    | Ellen Walshe             | Irland             | 2.06,50 | 0Q0        |
| 7         | 3    | 3    | Alex Walsh               | USA                | 2.06,63 | 0Q0        |
| 8         | 3    | 2    | Tamara Potocká           | Slovakien          | 2.07,17 | 0Q0        |
| 9         | 2    | 2    | Hanna Bergman            | Sverige            | 2.08,25 | R          |
| 10        | 2    | 5    | Chiara Della Corte       | Italien            | 2.08,29 | R          |
| 11        | 4    | 5    | Tara Kinder              | Australien         | 2.08,41 |            |
| 12        | 4    | 8    | Clara Rybak-Andersen     | Danmark            | 2.08,61 |            |
| 13        | 2    | 8    | Kristen Romano           | Puerto Rico        | 2.08,92 | 0NR0       |
| 14        | 3    | 8    | Zheng Huiyu              | Kina               | 2.09,23 |            |
| 15        | 3    | 6    | Kayla Hardy              | Australien         | 2.09,27 |            |
| 16        | 2    | 3    | Misuzu Nagaoka           | Japan              | 2.09,37 |            |
| 17        | 3    | 1    | Diana Petkova            | Bulgarien          | 2.09,50 |            |
| 18        | 3    | 5    | Lena Kreundl             | Österrike          | 2.09,82 |            |
| 19        | 2    | 6    | Dalma Sebestyén          | Ungern             | 2.09,94 |            |
| 20        | 3    | 7    | Fernanda Gomes Celidonio | Brasilien          | 2.10,08 |            |
| 21        | 4    | 7    | Laura Cabanes            | Spanien            | 2.10,55 |            |
| 22        | 2    | 7    | Zhou Yanjun              | Kina               | 2.11,51 |            |
| 23        | 3    | 0    | Phiangkhwan Pawapotako   | Thailand           | 2.13,58 |            |
| 24        | 1    | 6    | Viktorija Blinova        | Neutral Athletes B | 2.13,78 |            |
| 25        | 4    | 1    | Gina Mccarthy            | Nya Zeeland        | 2.14,14 |            |
| 26        | 2    | 0    | Xiandi Chua              | Filippinerna       | 2.14,85 |            |
| 27        | 2    | 1    | Lee Hee-eun              | Sydkorea           | 2.15,35 |            |
| 28        | 4    | 9    | Nicole Frank             | Uruguay            | 2.15,97 |            |
| 29        | 3    | 9    | Lai Wa Ng                | Hongkong           | 2.16,16 |            |
| 30        | 1    | 3    | Tara Aloul               | Jordanien          | 2.19,20 |            |
| 31        | 1    | 2    | Alexis Margett           | Bolivia            | 2.20,06 |            |
| 32        | 4    | 0    | Applejean Gwinn          | Taiwan             | 2.20,25 |            |
| 33        | 2    | 9    | Weng Chi Cheang          | Macao              | 2.21,50 |            |
| 34        | 1    | 4    | Yasmin Silva             | Peru               | 2.22,45 |            |
| 35        | 1    | 5    | Molina Smalley           | Namibia            | 2.22,81 |            |

### Final
Finalen startade klockan 18:01.
| Placering | Bana | Namn               | Nationalitet   | Tid     | Noteringar |
| --------- | ---- | ------------------ | -------------- | ------- | ---------- |
| 1         | 3    | Kate Douglass      | USA            | 2.01,63 | 0VR0       |
| 2         | 1    | Alex Walsh         | USA            | 2.02,65 |            |
| 3         | 4    | Abbie Wood         | Storbritannien | 2.02,75 | 0NR0       |
| 4         | 5    | Mary-Sophie Harvey | Kanada         | 2.04,30 |            |
| 5         | 7    | Ellen Walshe       | Irland         | 2.05,52 | 0NR0       |
| 6         | 6    | Rebecca Meder      | Sydafrika      | 2.05,61 | 0AR0       |
| 7         | 2    | Emma Carrasco      | Spanien        | 2.07,62 |            |
| 8         | 8    | Tamara Potocká     | Slovakien      | 2.08,00 |            |